# Дреновци
Дреновци (изписване до 1945 година: Дрѣновци; на македонска литературна норма: Дреновци) е село в община Долнени на Северна Македония.

## География
Разположено е в североизточния край на Прилепското поле, в южното подножие на планината Бабуна.

## История
В обобщен списък на джизието на немюсюлманите от селата от вакъфите на починалия султан Сюлейман в казата Пирлепе от 9 ноември 1615 година селото е отбелязано като Диранофче с 31 ханета (домакинства).
Дреновският манастир „Свети Атанасий“ е от XVII век, а църквата „Свети Теодор Тирон“ е от 1857 година.
В XIX век Дреновци е село в Прилепска каза на Османската империя. „Етнография на вилаетите Адрианопол, Монастир и Салоника“, издадена в Константинопол в 1878 година и отразяваща статистиката на населението от 1873 година Дреновче (Drenovtché) е посочено като село с 62 домакинства, с 318 жители българи.
Според статистиката на Васил Кънчов („Македония. Етнография и статистика“) от 1900 година Дрѣновци е населявано от 760 жители българи християни.
На Етнографската карта на Битолския вилает на Картографския институт в София от 1901 година Дреновци е чисто българско село в Прилепската каза на Битолския санджак с 97 къщи.
В началото на XX век цялото население на селото е под върховенството на Българската екзархия. По данни на секретаря на екзархията Димитър Мишев („La Macédoine et sa Population Chrétienne“) в 1905 година в Дреновци (Drenovtzi) има 600 българи екзархисти и в селото работи българско училище.
При избухването на Балканската война в 1912 година 2 души от Дреновци са доброволци в Македоно-одринското опълчение.
Според преброяването от 2002 година селото има 231 жители македонци.

## Личности
Родени в Дреновци
- Кръстьо Наумов (1855 – 1905), български революционер
- Харалампи Ганешов (? - 1907), четник на ВМОРО, убит при местността Бирира от турци[9]

Починали в Дреновци
- Иван Андов (? – 1920), български свещеник и революционер